# Kellen Quinn
Kellen Quinn ist ein US-amerikanischer Filmproduzent. 

## Leben
Kellen Quinn studierte Film, Russistik und osteuropäische Studien an der Wesleyan University in Connecticut. Er arbeitete von 2007 bis 2009  als Assistent und Programmierer für das Tribeca Film Festival und anschließend drei Jahre als stellvertretender Direktur für das Abu Dhabi Film Festival. 2012 entwickelte er Aeon Video für das Magazin Aeon.
Anschließend arbeitete er als Filmproduzent. Er ist zusammen mit Luke Lorentzen Gründer der Produktionsgesellschaft Hedgehog Film. 2017 und 2018 nahm er am Sundance Documentary Creative Producing Lab and Fellowship teil. Seine erste Arbeiten waren Kerri Walsh Jennings: Gold Within (2016), Slingshots of the Oceanic (2016) und,  Brimstone & Glory von Viktor Jakovleski (2017).
2020 produzierte er den Dokumentarfilm Time, der bei der Oscarverleihung 2021 als Bester Dokumentarfilm nominiert wurde.
Für Sugarcane aus dem Jahr 2024 erhielt Quinn gemeinsam mit den Regisseuren Emily Kassie und Julian Brave NoiseCat seine zweite Oscar-Nominierung, wiederum in der Kategorie Bester Dokumentarfilm.

## Filmografie
- 2020: In Silico
- 2020: So Late So Soon
- 2020: Time
- 2019: Midnight Family
- 2017: Brimstone & Glory
- 2016: Slingshots of the Oceanic
- 2016: Kerri Walsh Jennings: Gold Within
- 2024: Sugarcane